# Привлака (Вуковарсько-Сремська жупанія)
Привлака (хорв. Privlaka) — населений пункт і громада в Вуковарсько-Сремській жупанії Хорватії.

## Населення
Населення громади за даними перепису 2011 року становило 2 954 осіб, 1 з яких назвала рідною українську мову.
Динаміка чисельності населення громади:

## Клімат
Середня річна температура становить 11,15 °C, середня максимальна – 25,50 °C, а середня мінімальна – -5,98 °C. Середня річна кількість опадів – 696 мм.
| Клімат поселення                              | Клімат поселення | Клімат поселення | Клімат поселення | Клімат поселення | Клімат поселення | Клімат поселення | Клімат поселення | Клімат поселення | Клімат поселення | Клімат поселення | Клімат поселення | Клімат поселення | Клімат поселення |
| Показник                                      | Січ.             | Лют.             | Бер.             | Квіт.            | Трав.            | Черв.            | Лип.             | Серп.            | Вер.             | Жовт.            | Лист.            | Груд.            |                  |
| Середній максимум, °C                         | 5,90             | 8,04             | 12,60            | 17,30            | 22,51            | 25,50            | 25,30            | 24,93            | 20,92            | 15,50            | 9,60             | 5,60             |                  |
| Середня температура, °C                       | 0,00             | 2,10             | 6,70             | 11,38            | 16,60            | 19,58            | 21,27            | 20,90            | 16,90            | 11,48            | 5,52             | 1,50             |                  |
| Середній мінімум, °C                          | −5,98            | −3,81            | 0,77             | 5,40             | 10,66            | 13,61            | 17,20            | 16,86            | 12,84            | 7,42             | 1,50             | −2,5             |                  |
| Норма опадів, мм                              | 45               | 40               | 43               | 55               | 64               | 89               | 70               | 63               | 52               | 57               | 64               | 54               |                  |
| Середньомісячна швидкість вітру, м/с          | 2.10             | 2.30             | 2.70             | 2.57             | 2.30             | 2.10             | 2.10             | 1.90             | 1.90             | 2.00             | 2.10             | 2.10             |                  |
| Середньомісячна сонячна радіація, кДж/м²·день | 4389             | 7117             | 11094            | 15573            | 19313            | 21496            | 22301            | 20502            | 15142            | 9510             | 4943             | 3641             |                  |
| --------------------------------------------- | ---------------- | ---------------- | ---------------- | ---------------- | ---------------- | ---------------- | ---------------- | ---------------- | ---------------- | ---------------- | ---------------- | ---------------- | ---------------- |
| Джерело:                                      |                  |                  |                  |                  |                  |                  |                  |                  |                  |                  |                  |                  |                  |